# Superspezies
Als Superspezies oder Artenkreis wird in der Systematik der Biologie (Kladistik) eine Gruppe mehrerer monophyletischer Arten mit gleichen oder ähnlichen Merkmalen bezeichnet, die diagnostizierbar verschieden sind und deren Verbreitungsgebiete aneinandergrenzen (parapatrische Verbreitung). Entlang ihrer Kontaktzonen findet jedoch kein oder nur ein eingeschränkter Gen-Austausch statt. Teilweise werden auch ähnliche, geographisch voneinander getrennte Arten (allopatrische Verbreitung), bei denen die reproduktive Isolation nur angenommen werden kann, zu einer Superspezies zusammengefasst.
Eine Superspezies stellt somit eine in besonderen Fällen ergänzte taxonomische Zwischenstufe zwischen Art und Gattung dar.
Vorläufer des Superspezies-Begriffs ist der „Formenkreis“ Otto Kleinschmidts. Den Begriff „Superspezies“ führte erst 1931 Ernst Mayr ein; die Bedeutung des neuen Begriffs entsprach ursprünglich in taxonomischer Hinsicht exakt der Bedeutung des Kleinschmidtschen Formenkreises. Die heute übliche Bedeutung von Superspezies weicht von der Mayr’schen etwas ab, da der Begriff wie auch der Artbegriff an sich seither einer Bedeutungswandlung unterworfen waren. Die Abgrenzung zwischen einer Superspezies und einer polytypischen Art, also einer Art mit mehreren Unterarten, ist in manchen Fällen schwierig und umstritten.